# Mizia (huyện)
Mizia là một huyện thuộc tỉnh Vratsa, Bungaria. Dân số thời điểm năm 2001 là 9605 người.